# Aphelinoidea totinigra
Aphelinoidea totinigra is een vliesvleugelig insect uit de familie Trichogrammatidae. De wetenschappelijke naam is voor het eerst geldig gepubliceerd in 1930 door Alexandre Arsène Girault.